# Amalia Alvarez
Amalia Alvarez är en chilensk-svensk författare och serieskapare. Hennes seriealbum Fem papperslösa kvinnors historier (från 2013) utsågs till "årets bästa seriealbum" av användarna på webbsajten bokcirklar.se. Hon har också fått pris 2007 för att ha tagit ställning mot rasism och sexuella trakasserier från sin förra arbetsgivare.

## Biografi
Amalia Alvarez växte upp i diktaturens Chile. Hennes far tecknade serier i sin ungdom, men lämnade tecknandet när han bildat familj. Dottern började teckna när hon var runt sju år gammal och blev utslängd från gymnasiet efter att ha tecknat tabubelagda delar av Chiles historia, såsom mördandet av indianerna. Hon var även med och startade den chilenska tidningen XU, som bara skrivs av kvinnor. När Chile blev en demokrati började Alvarez teckna för olika sociala projekt.
Runt år 2000 flyttade hon till Sverige och bosatte sig i Lund. Sedan flytten till Sverige har hon bland annat tecknat för tidskrifterna Mana, Liberación och Arbetaren.

### Civilkuragepriset
2007 tilldelades Alvarez Sveriges Arbetares Centralorganisations civilkuragepris.

### Bokdebut
2013 utkom hennes första bok, seriealbumet Fem papperslösa kvinnors historier. Boken är skriven på svenska, spanska och engelska och bygger på verkliga historier från fem kvinnor som lever eller har levt illegalt i Sverige. Boken är en del i Seriefrämjandets projekt Tusen serier som har som syfte att lyfta fram historier av personer som inte är födda i Sverige.
Alvarez bok röstades samma år fram som "årets bästa seriealbum" av webbsajten bokcirklar.ses besökare, och Litteraturmagazinet utnämnde boken till "Bästa socialrealismen" på sin lista över "De bästa svenska serierna 2013".